# Shelsley Beauchamp
 (septembre 2023).
Shelsley Beauchamp est une paroisse civile et un village du Worcestershire, en Angleterre.